# Hans Szybilski
Hans Eduard Szybilski, född 29 augusti 1907 i Elberfeld, Tyskland, död 1943, var en tysk judisk handelsresande som utvisades från Sverige 1938 och senare överlämnades från Finland till nazityska SS och mördades i Auschwitz 1943. Hans minne hedras med minnesmärket Hjälpsökande händer på Observatorieberget i Helsingfors samt med en så kallad snubbelsten vid Apelbergsgatan 36 i Stockholm.

## Biografi
Szybilski befann sig i Sverige 1936 och 1937 och kom till Stockholm 1937 som handelsresande för den brittiska regnrockstillverkaren Mackintosh. Efter en tid sökte han i maj 1937 uppehållstillstånd som flykting då han i Tyskland riskerade åtal för det nya brottet rasskändning, eftersom han varit förlovad med en arisk flicka. Uppehållstillstånd beviljades ej, varför han hämtades med polis och sattes på färjan till Sassnitz kort efter att hans uppehållstillstånd som handelsresande löpt ut den 1 mars 1938.
Han släpptes dock inte in i Tyskland, då hans pass visade att han var jude. Efter vissa turer beviljades han med hjälp av intyg från Mackintosh ytterligare tre månaders uppehållstillstånd fram till den 1 december 1938 för att klara upp sina affärer för sin arbetsgivare. Han fick sedan rådet att resa till Finland för att därifrån söka nytt inresetillstånd till Sverige. Hans ansökan från Finland omöjliggjordes genom att den hamnade hos Socialstyrelsen hos den senare dömde nazispionen Robert Paulson som pekade ut Szybilski som spion och säkerhetsrisk, varför han nekades inresetillstånd till Sverige i juni 1939. Detta medförde att Szybilski internerades i Finland 1939, släpptes på fri fot i maj 1940 och häktades igen i juni 1941 i samband med operation Barbarossa. Han överlämnades till SS den 6 november 1942 och fördes ombord på skeppet S/S Hohenhörn med kurs mot Tallinn. Szybilski deporterades den 19 februari 1943 från Berlin till Auschwitz och mördades kort därefter.

## Eftermäle

### Minnesmärke i Finland
På Observatorieberget i Helsingfors invigdes i mars 2000 ett minnesmärke Hjälpsökande händer över åtta utländska judiska flyktingar som finska myndigheter överlämnade till SS den 6 november 1942, däribland Hans Eduard Szybilski.

### Minnesmärke i Sverige

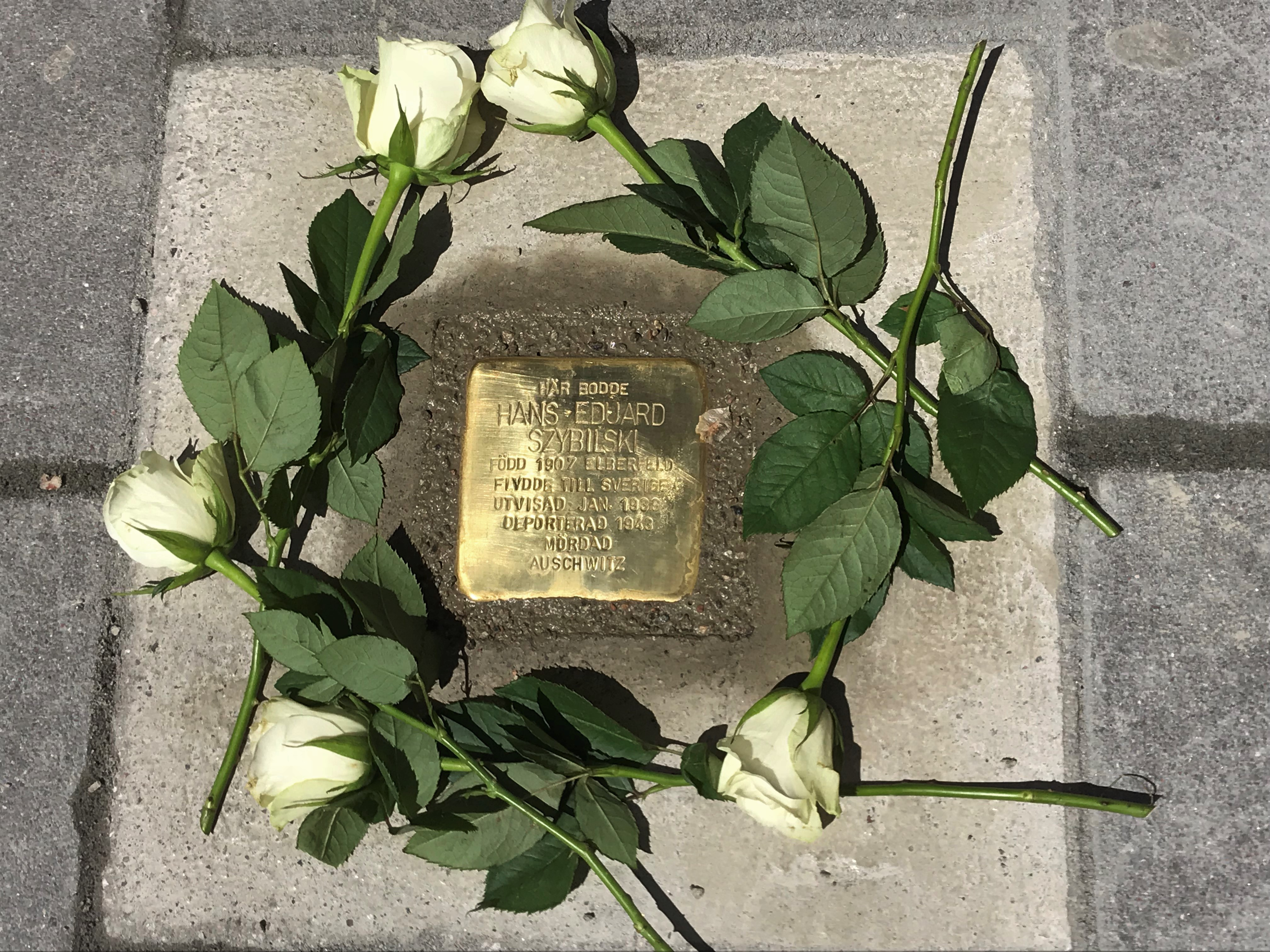
Plakett till minne av Hans Szybilski på Apelbergsgatan 36 i Stockholm.

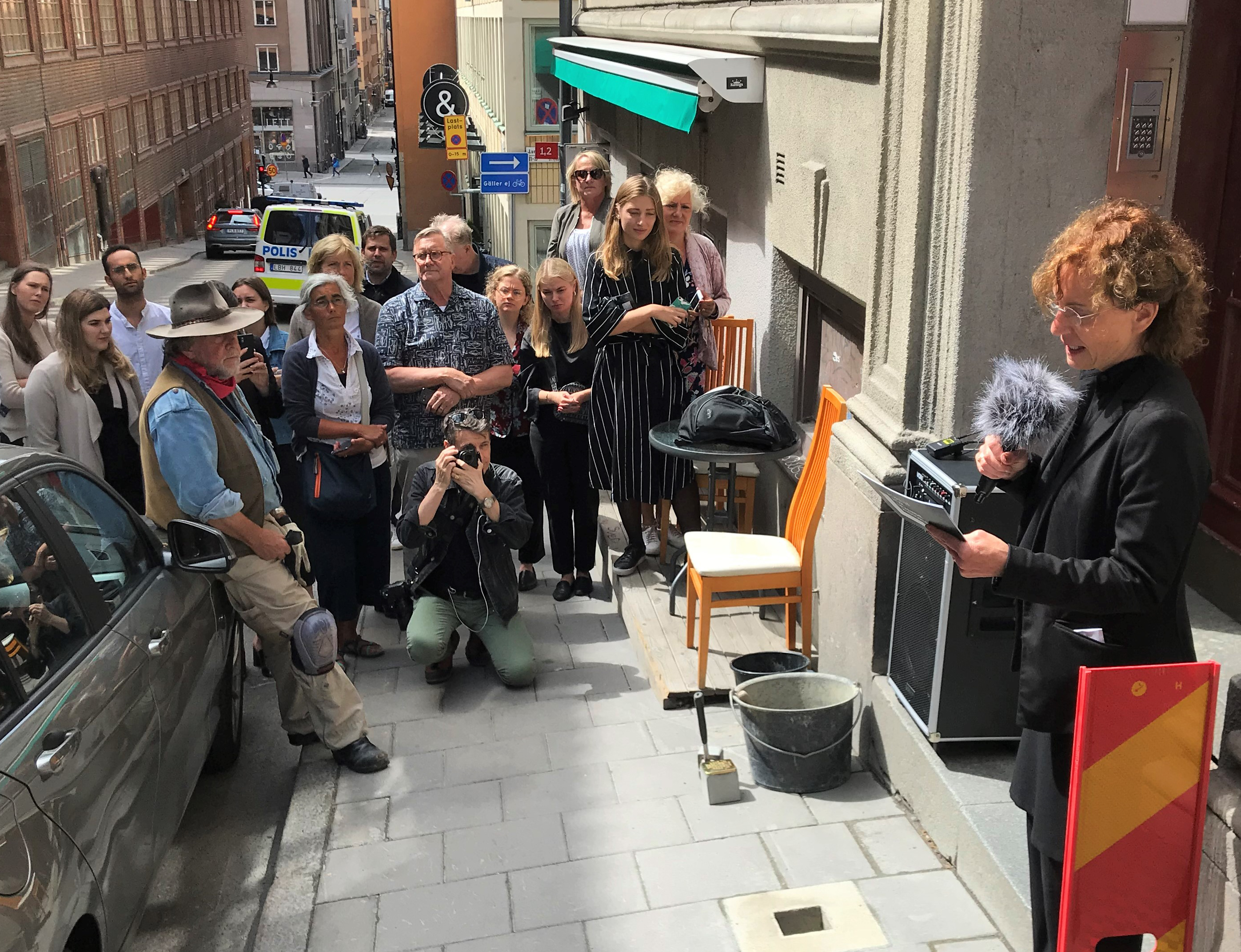
Ingrid Lomfors från Forum för levande historia talar inför utplaceringen av minnesstenen. Till vänster lutande mot en bil konstnären Gunter Demnig.

2007 önskade Forum för levande historia uppmärksamma bland annat Szybilskis öde med en skylt vid en av de Stockholmsadresser där han bott, nämligen Apelbergsgatan 36.  Stockholms trafikkontor var dock tveksamt men 2010 återkom Forum för levande historia med målsättningen att installera så kallade snubbelstenar på liknande adresser. Trafik- och renhållningsnämnden var dock tveksamma med hänsyn till tillgänglighet för funktionshindrade. 2017 inkom Liberalerna i Stockholms kommunfullmäktige med en liknande ansökan, där kulturnämnden den 13 juni 2017 uppdrog åt kulturförvaltningen att arbeta för att på olika sätt uppmärksamma minnet av förintelsens offer.
Den 14 juni 2019 placerades och invigdes de första tre snubbelstenarna i Sverige på tre olika platser i Stockholm på initiativ av Forum för levande historia, Föreningen Förintelsens Överlevande och Judiska församlingen i Stockholm i samarbete med Stockholms stad. Stenen för att hedra minnet av Hans Szybilski finns framför Apelbergsgatan 36.